# إنسان إثيوبيا
إنسان إثيوبيا (الاسم العلمي: Paranthropus aethiopicus) ويُدعى أيضا أسترالوبيثكس إثيوبيا هو أحد الأنواع المنقرضة من البارانثروبوس.

## التاريخ
أول عينة من أسترالوبيثكس إثيوبيا تم اكتشافها كما هو معروف منذ مدة؛ وعُرفت حينها باسم باراسترالوبيثوس إثيوبيا (الاسم العلمي: Paraustralopithecus aethiopicus)، تم اكتشاف هذه العينة في جنوب إثيوبيا من قبل عالمي الآثار الفرنسيان كاميلي أروامبورغ وإيف كوبينس عام 1967. يُعد إنسان إثيوبيا بمثابة سلف لعينة KNM-WT 17000  التي تم اكتشافها من قبل آلان ووكر عام 1985 في غرب بحيرة توركانا بكينيا وهو واحد من أقرب الأمثلة على الكائنات شبيهة بالإنسان. هناك سمة أساسية من سمات إنسان إثيوبيا وهو أن فكه مشكل ليُشبه حرف V عكس غيره من الأنواع الموجودة من أسترالوبيثكس.

## الوصف
تم تصنيف أسترالوبيثكس إثيوبيا إلى مجموعة ُتُعرف باسم أسترالوبيثكسن التي تنقسم بدورها إلى ثلاثة أنواع أسترالوبيثكس إثيوبيا، أسترالوبيثكس المتين وأسترالوبيثكس بويزي. هذا وتجدر الإشارة إلى أن صنف أسترالوبيثكسن تشترك في العديد من الخصائص مع أنواع أخرى خاصة على مستوى الجمجمة وربما يدل على ما يُعرف بالتطور المشترك. يتميز أسترالوبيثكس إثيوبيا بميزات أخرى قد تختلف بصفة عامة عن صنف أسترالوبيثكسن بما في ذلك كِبر القوس الوجني وطول الفك السفلي واختلاف بسيط على مستوى الوجه.
الجمجمة مؤرخة إلى 2.5 مليون سنة وبالتالي تُعد من أقدم أنواع صنف أسترالوبيثكسن. يُشير علماء الأنثروبولوجيا إلى أن إنسان إثيوبيا عاش بين 2.7 و2.5 مليون سنة مضت، وتُعد ميزاته بدائية جدا وتشترك في العديد من السمات مع أسترالوبيثكس أفارنسيس؛ وهكذا فإن إنسان إثيوبيا من المرجح أن يكون سليل مباشر.
عُثر على إنسان إثيوبيا عام 1967؛ حيث وُصف حينها بأنه بلا أسنان خاصة على مستوى الفك السفلي وذلك حسب الوصف الذي قدمه عالمي الحفريات الفرنسية. انخفاض الفك وشظايا الأسنان كبيرة وتتميز بالعرف السهمي والقوس الوجني الذي تكيَّف مع طريقة المضغ. (كما في جماجم الغوريلا).
في الحقيقة لا يُعرف الكثير عن هذا النوع؛ حيث أن غالبية المعلومات آتية من فك «الجمجمة السوداء» بسبب التقارب والتشابه بين الاثنين. كما تجدر الإشارة إلى أنه لا يوجد ما يكفي من المواد لإجراء تقييم على المدى الطويل للقامة ولكن أغلب التقديرات تُرشح أن يكون طويل القامة مثله مثل أسترالوبيثكس أفارنسيس.
يُعتبر إنسان إثيوبيا من صنف القدماء، ويتوفر على أسنان ضخمة. الاكتشاف الأولي لهذا النوع كان بلا أسنان على مستوى الفك السفلي فقط. هناك جمجمة كاملة واحدة لهذا النوع؛ وبالتالي من الصعب الوصول لاستنتاجات سليمة حول الخصائص الفيزيائية له بالاعتماد على نتائج تجربة واحدة، ومع ذلك يُمكن القول أن جمجمته تُشبه إلى حد كبير جمجمة أسترالوبيثكس بويزي على الرغم من أن القواطع أكبر والوجه أكثر دائري أما قاعدة الجمجمة فأقل.

## المناقشات حول التصنيف
لم يتفق كل علماء الأنثروبولوجيا على تصنيف إنسان إثيوبيا على أساس نوع متطور من بارانثروبوس بويزي، فالجمجمة أكثر شبها من بارانثروبوس أفارنسيس وبالتالي فالدليل الوحيد الذي يجعل من الممكن لـ إنسان إثيوبيا أن يكون سلفا لـ بارانثروبوس بويزي أو بارانثروبوس روبيستيس هو التشابه في حجم الفك.
من المعروف أن بارانثروبوس إثيوبيا عاش في مناطق مختلفة ومختلطة من بينها غابات السافانا؛ ويحاول العلماء التعمق في موضوع هذا الإنسان ومحاولة المعرفة الدقيقة لكل ما يُحيط به من غموض من خلال الاستعانة بعلم وظائف الأعضاء ومحاولة تطبيقها على متبقيات عظامه. شكل «الجمجمة السوداء» الغريب والبدائي يُعطي دليلا على أن إنسان إثيوبيا وغيره من ذات الصنف قد تطوروا من فرع آخر كما هو موضح في شجرة سلف الانسان.
بعض العلماء يختلفون مع تصنيف الجمجمة السوداء باعتبارها بارانثروبوس أفارنسيس، حيث يُؤكدون على أن عيش الجمجمة السوداء في نفس وقت مع بارانثروبوس أفارنسيس لا يعني بالضرورة أن تكون من «الكائنات شبيهة بالإنسان» خاصة في ظل غياب ما يكفي من الأدلة؛ ومنه فلا يجب جمع النوعين في صنف واحد حسب قول العلماء طبعا.